# Ulf Neidemar
Ulf Lennart Neidemar, född 19 maj 1940 i Johannes församling i Stockholm, död 5 augusti 2025 i Katarina distrikt på Södermalm i Stockholm, var en svensk popsångare och låtskrivare, förknippad med hiten "Häng me' på party" från 1971.
Neidemar debuterade som sång- och skivartist på bolaget Gazell 1958. Han var då medlem i Bernie Boys, som lanserades som Sveriges första popgrupp med inspelning av fyra Everly Brothers-låtar. Gazell sålde kontraktet till BFB, där ytterligare en EP släpptes 1959. 
Under tidigt 60-tal var Neidemar med i Sveriges första pojkgrupp, Gullebopojkarna, ett manligt svar på Göingeflickorna.
Han turnerade också som Cornelis Vreeswijks första gitarrist och var även känd som filmklippare.

## Diskografi
- 1969 – "Just One And One" (Singel)
- 1969 – Uffe (LP)
- 1971 – "Häng mé på Party" (Singel)
- 1972 – Livspositiv (LP)
- 1973 – Live på Engelen (LP)
- 1980 – Partyt Är Över  (LP)
- 2012 – Så Tycker Jag (Eagle Records) (CD - Samling)

## Filmklippning (i urval)
- 1966 – Ska' ru' me' på fest?
- 1966 – Grejen
- 1967 – Drra på - kul grej på väg till Götet
- 1973 – Snövit och de sju små dvärgarna
- 1976 – "Abba in Consert"
- 1977 – Abba – the Movie
- 1979 – Fjortonårslandet
- 1986 – Hassel – Beskyddarna
- 1989 – Säkra papper
- 1994 – Läckan
- 1996 – Gubben i stugan
- 2000 – Christian - vårterminen 1999